# Bruit de grenaille

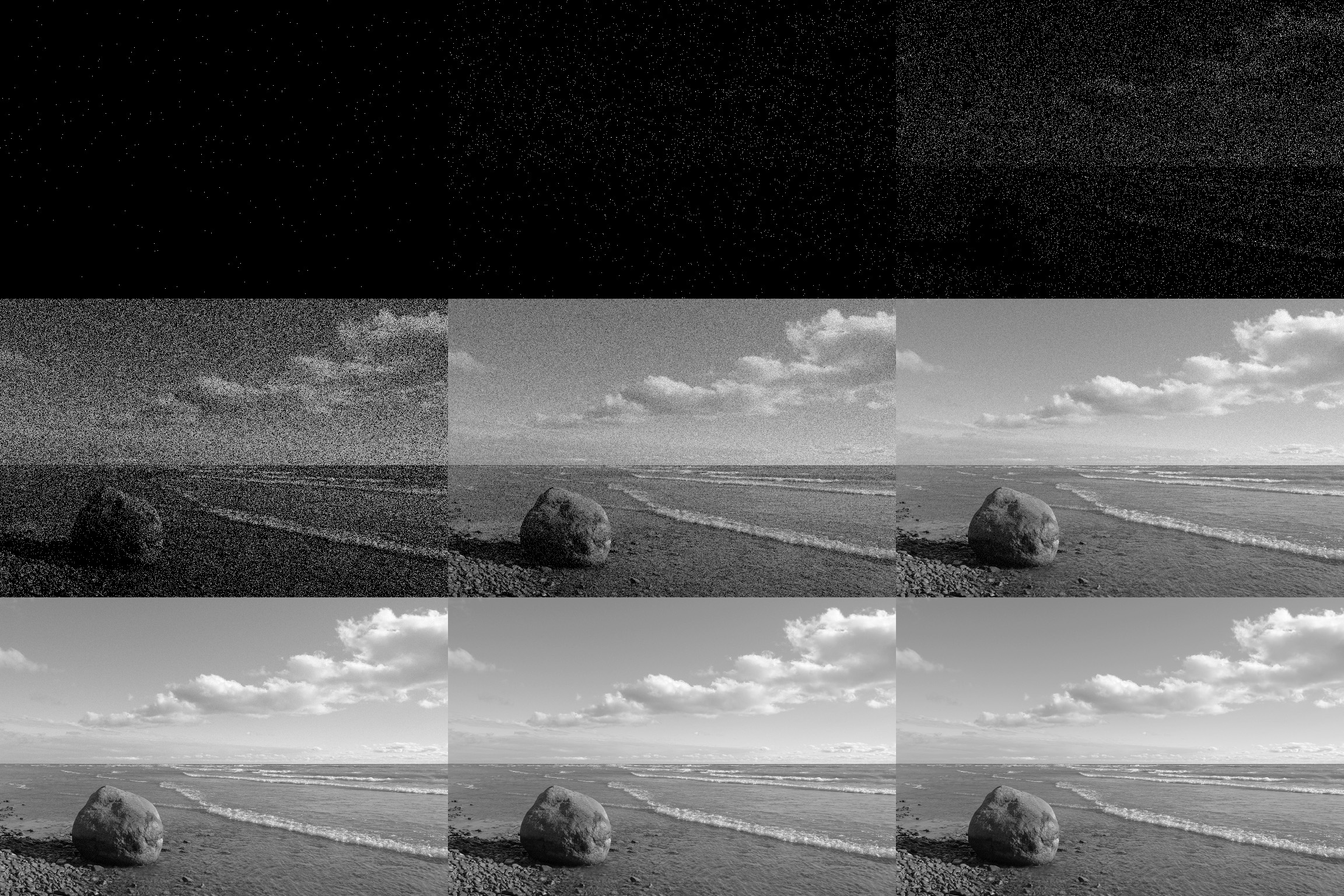
Illustration d'un bruit d'émission de photons : le nombre moyen de photons par pixel augmente, de gauche à droite et de haut en bas, dans une simulation d'un processus de Poisson à partir d'une photo.

Un bruit de grenaille, bruit de Schottky ou bruit quantique (en anglais, shot noise) est un bruit de fond qui peut être modélisé par un processus de Poisson.
En électronique, il est causé par le fait que le courant électrique n'est pas continu mais constitué de porteurs de charge élémentaires (en général des électrons). Ce bruit existe également en optique pour un flux lumineux (constitué d'un ensemble de photons).

## Description

Le nombre de photons collectés par un détecteur donné varie et suit une distribution de Poisson, illustrée ici pour des moyennes de 1, 4 et 10

Dans le cas du bruit optique, si nous dénombrons le nombre n de photons émis par une source durant un temps T, nous pouvons déterminer la moyenne temporelle 〈 n 〉. En appelant r (rate) le nombre moyen émis par unité de temps, nous avons :
〈 n 〉 = r T.
Considérons un instant très court δt tel que l'on a une probabilité faible d'avoir l'émission de plus d'un photon (δt est donc de l'ordre de 1/r). La durée de mesure T comporte N intervalles de durée δt, N = T/δt.
Si l'on note P(0, δt ) la probabilité de n'émettre aucun photon dans l'intervalle δt, et P(1, δt ) la probabilité qu'un photon soit émis ; on a évidemment
P(0, δt ) + P(1, δt ) = 1
et
P(1, δt ) = r δt = 〈n〉/N.
Si nous supposons que l’émission d’un photon pendant le temps δt ne dépend pas des émissions précédentes, alors la probabilité de compter n photons dans l’intervalle de temps T est donnée par la distribution binomiale :
{\displaystyle \mathrm {P} (n)=\mathrm {P} (1,\delta t)^{n}\left(1-\mathrm {P} (1,\delta t)\right)^{\mathrm {N} -n}{\frac {\mathrm {N} !}{n!(\mathrm {N} -n)!}}.}
La limite lorsque N tend vers l'infini de P(n ) est alors la distribution de Poisson :
{\displaystyle \lim _{\mathrm {N} \to \infty }\mathrm {P} (n)={\frac {\langle n\rangle ^{n}}{n!}}\exp(-\langle n\rangle ).}
Dans les cas du bruit électronique, Albert Rose (en) propose de comprendre le bruit de grenaille par le calcul suivant :
Si on mesure le nombre de porteurs de charge passés durant un intervalle de temps {\displaystyle \Delta t} donné, on aura un nombre moyen
{\displaystyle {\bar {\mathrm {N} }}={\frac {\mathrm {I} }{e}}\times \Delta t},
où I désigne le courant moyen qui parcourt le composant, et e la charge élémentaire de l'électron.
Le nombre effectif de porteurs mesuré est aléatoire, car les porteurs n'arrivent pas régulièrement mais en ordre dispersé selon une probabilité constante de I/e par unité de temps. Ceci veut dire qu'ils suivent une loi de Poisson et donc Var(N) = N.
La variance sur I vaut alors :
{\displaystyle \operatorname {Var} (\mathrm {I} )=\operatorname {Var} (\mathrm {N} )\times {\frac {e^{2}}{\Delta t^{2}}}={\bar {\mathrm {N} }}{\frac {e^{2}}{\Delta t^{2}}}={\frac {\mathrm {I} e}{\Delta t}}}.

Ce bruit est donc modélisé par une source de courant, placée en parallèle du composant idéal non bruyant, et de densité spectrale de puissance {\displaystyle \mathrm {D} _{\mathrm {I} }=e\mathrm {I} }. Dans la pratique, pour calculer le bruit de grenaille sur une bande de fréquences {\displaystyle \Delta f=1/2\Delta t} (le coefficient 2 provenant du fait qu'en électronique on raisonne en fréquences positives uniquement), on utilise la formule :
{\displaystyle \langle i_{n}^{2}\rangle =2e\mathrm {I} \Delta f}.
Ce modèle doit cependant être dans certains cas affiné en y introduisant certains phénomènes de second ordre, tels que :
- la diffusion thermique : si celle-ci est forte, le bruit se transforme en bruit thermique ; en fait, il y a transition continue entre les deux types de bruit ;
- le piégeage, le dépiégeage et la recombinaison des porteurs, qui peuvent affaiblir l'intensité du bruit de grenaille et modifier sa distribution spectrale (bruit de génération-recombinaison ou bruit GR) ;
- la forme temporelle de la contribution électrique de chaque porteur (qui n'est pas forcément une impulsion de type Dirac) ; ce phénomène fait que le bruit n'est pas parfaitement blanc.

En électronique, les principales sources de bruit de grenaille sont les jonctions PN et Schottky que l'on trouve dans les diodes, les transistors bipolaires et au niveau des grilles des transistors JFET.